# Hanne Løye
Hanne Løye, född 19 november 1932 i Randers, är en dansk skådespelare. Løye är bland annat känd för sin roll som skolförståndarinnan Ilona Mikkelsen i den danska TV-serien Matador och för biroller i Olsen-banden-filmerna. Hon har varit verksam vid scener som Odense Teater, Folketeatret, Gladsaxe teater, Det Ny Teater och Det Danske Teater.
Løye var under 32 år gift med teaterregissören Palle Skibelund (1929–1988).

## Filmografi i urval
- En s'ån härlig natt (1966)
- Älska din nästa (1967)
- Olsen-banden (1968)
- Stormvarsel (1968)
- Olsen-banden går i krig (1978)
- Matador (1978–1981)
- En by i provinsen (1979)
- Olsen-banden overgiver sig aldrig (1979)
- Olsen-bandens flugt over plankeværket (1981)
- Anthonsen (1984)
- Strisser på Samsø (1997–1998)
- Danska Olsenbandet tar hem spelet (1998)
- Försvarsadvokaterna (2004)
- Krönikan (2005–2007)